# برج محاصره

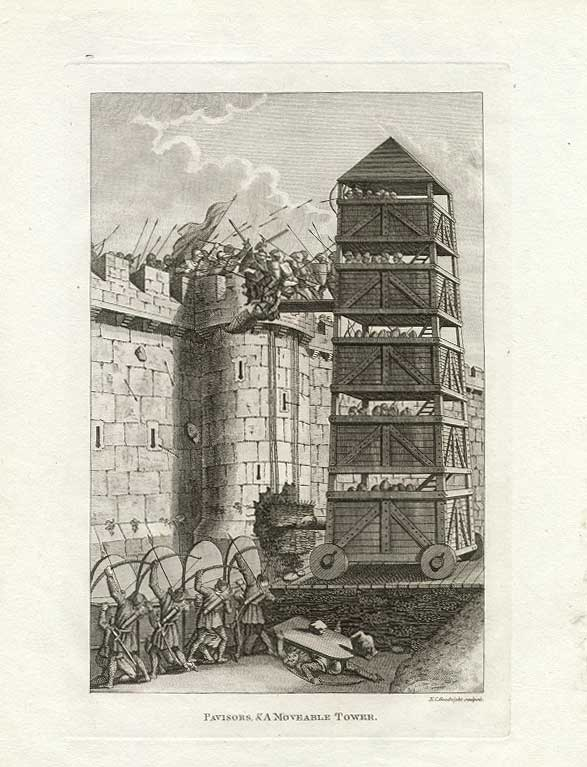
یک برج متحرک میان‌سده‌ای انگلیسی.

برج متحرک از وسایل فتح قلعه‌ها بود که در درون آن‌ها سربازان پنهان می‌شدند و گروهی دیگر از سربازان، این برج‌ها را به حرکت درآورده و به نزدیک دیوار قلعه یا حصار شهر می‌بردند و پل چوبی روی برج را بر روی دیوار قرار می‌دادند و نیروهای پنهان داخل برج از طریق پل وارد شهر یا قلعه دشمن می‌شدند. ارتفاع این برج‌ها به اندازه دیوار شهر بود. جا به جا کردن این وسایل سخت بود و سعی می‌شد در محل جنگ و پس از محاصره قلعه یا شهر مورد نظر آن را بسازند.